# یوجیرو تاکاهاگی
یوجیرو تاکاهاگی (ژاپنی: 髙萩 洋次郎؛ زادهٔ ۲ اوت ۱۹۸۶) یک بازیکن فوتبال اهل ژاپن است. وی در تیم ملی فوتبال ژاپن بازی کرده است.